# Ліндсі Еллінгсон
Лі́ндсі Ме́рі Е́ллінгтон (англ. Lindsay Marie Ellingson; нар. 19 листопада 1984, Сан-Бернардіно, Каліфорнія, США) — американська модель та підприємиця..

## Кар'єра
У модельному бізнесі Еллінгсон з 2005 року. 
У різний час брала участь у показах: Badgley Mischka, Balenciaga, Basso & Brooke, Behnaz Sarafpour, Blumarine, Bottega Veneta, Brioni, Chado Ralph Rucci, Chanel, Christian Dior, Christian Lacroix, Dolce & Gabbana, Елі Сааб, Erdem, Ermanno Scervino, Gaetano Navarra, Gianfranco Ferre, Givenchy, Gucci, House of Holland, Jens Laugesen, John Galliano, Karl Lagerfeld, Kenzo, Louise Goldin, Massimo Rebecchi, Matthew Williamson, Michael Kors, Miss Sixty, Miu Miu, Nicole Farhi, Nina Ricci, Noir, Oscar de la Renta, Paul Smith, Peter Jensen, Tommy Hilfiger, Unique, Valentino та інших брендів .
Знімалась у рекламних кампаніях для Moschino, DKNY, MAC, Dolce & Gabbana, Charles David, H&M і Tommy Hilfiger .
Знімалася для обкладинок журналів: Vogue, Marie Claire, Elle, GQ та інших видань .
Брала участь в Victoria's Secret Fashion Show 2006, 2008, 2009, 2010 і 2011 років.. "Ангел" Victoria's Secret з 2011 по 2014 рік.